# جين ناسميث

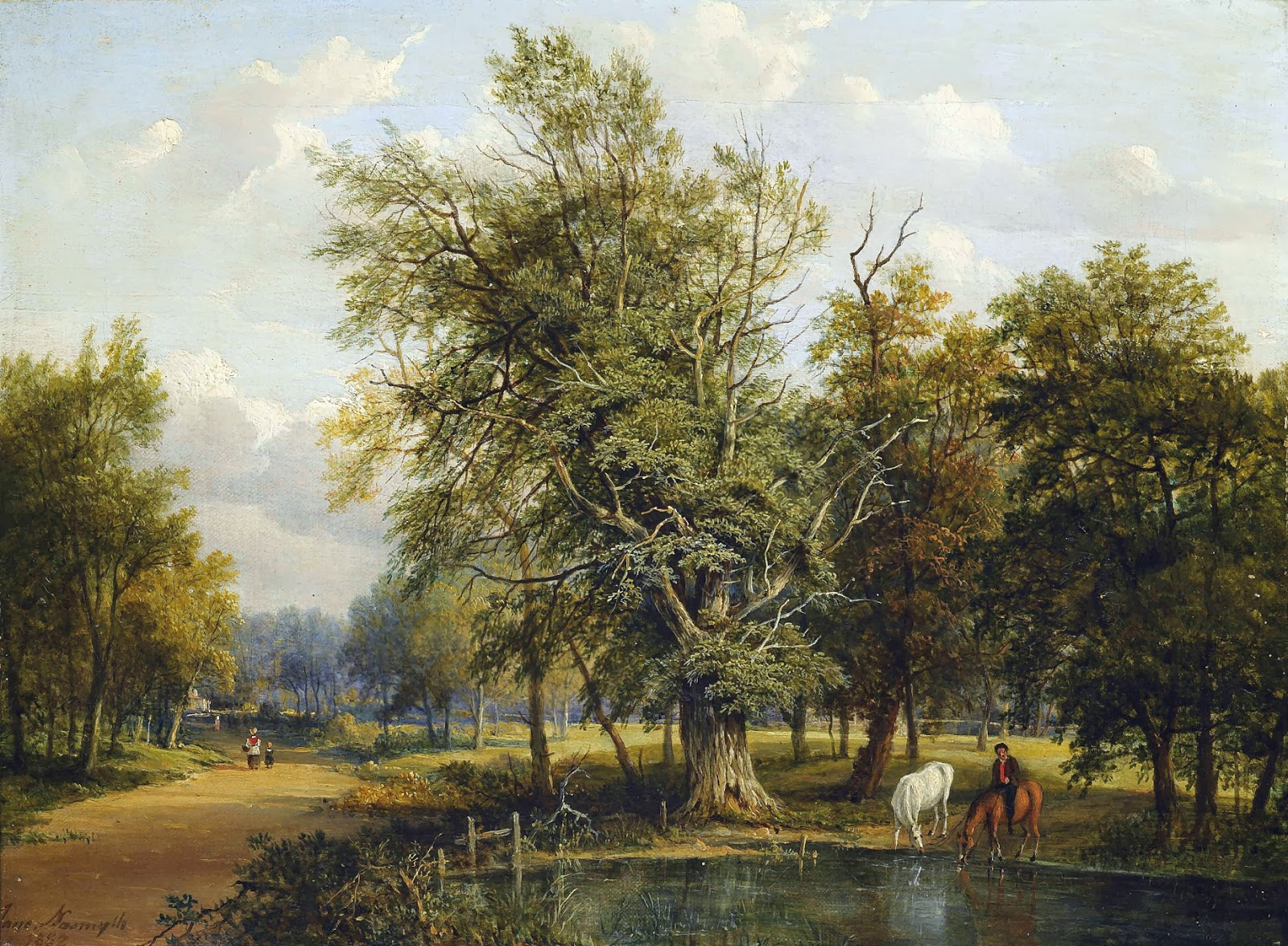
جين ناسميث - في بوتني هيث (1852)

جين ناسميث ولدت29 مارس 1788 وتوفيت11 مايو 1867 كانت رسامة مناظر طبيعية اسكتلندية في مدرسة ناسميث في إدنبرة . كانت إبنة وطالبة رسام البورتريه والمناظر الطبيعية ألكسندر ناسميث .

## وقت مبكر من الحياة
ولدت جين ناسميث في إدنبرة في 29 مارس 1788  لوالديها باربرا فوليس وألكسندر ناسميث . ألكسندر ناسميث وباربرا فوليس أخت السير جيمس فوليس ، باروني وودهول السابع تزوجا في 3 يناير 1786 وكانا يعيشان في إدنبرة حيث كان الإسكندر يعمل رسامًا. كانت جين ثاني أكبر طفل من بين أحد عشر طفلاً: باتريك ،جين، باربرا ، مارغريت، إليزابيث، آن ، شارلوت، ألكسندر، جورج، جيمس وماري.  عمل ألكسندر ناسميث كفنان بورتريه ورسام لقطع المحادثة الخارجية في أواخر ثمانينيات القرن الثامن عشرحيث رسم وصادق الشاعر روبرت بيرنز وأنشأ مدرسة ناسميث لرسم المناظر الطبيعية في منزله الواقع في 47 مكان نيويورك، إدنبرة.  نشأت جين ناسميث في منزل كان بمثابة مركز فني وثقافي في إدنبرة,ساعدت في تربية إخوتها وتقديم المشورة لوالديها في الأمور المنزلية والماليةوتدريب الفنانين في مدرسة ناسميث لحكمها السليم حيث أُطلق عليها لقب (الصلبة القديمة). 

## روابط خارجية
- 2 artworks by or after Jane Nasmyth at the Art UK site
- NASMYTH, Jane[وصلة مكسورة]
- Jane Nasmyth at Oxford Dictionary of National Biography